# Салата Оксана Олексіївна
Салата Оксана Олексіївна — український історик, доктор історичних наук, професор. Спеціалізується на дослідженнях з історії інформаційних війн в період Другої світової війни (1939—1945 рр.), урбаністичних студії та історії української культури. 

## Біографія
У 1996 р. закінчила Київський університет імені Тараса Шевченка (Київський національний університет імені Тараса Шевченка), історичний факультет.
У 1988-2004 роках працювала у закладах загальної середньої освіти вчителем історії та правознавства
У 2000-2004 роках навчалася в аспірантурі (Київського національного університету імені Тараса Шевченка, де підготувала і захистила кандидатську дисертацію на тему «Внесок України у зміцнення матеріально-технічної бази СРСР у період оборонних боїв (червень-грудень 1941 р». У 2010 році захистила докторську дисертацію на тему «Формування інформаційного простору у Рейхскомісаріаті «Україна» та в зоні військової адміністрації 1941-1944 рр.»
У Київському університеті імені Бориса Грінченка працює з 2005 року на різних посадах. З 2016 року на посаді завідувача кафедри історії України Історико-філософського факультету Київського університету імені Бориса Грінченка.
Основна проблематика наукових досліджень пов'язана з історією Другої світової війни, зокрема методами та засобами інформаційного впливу на населення та діючі армії противників; соціальні аспекти життя населення окупованих територій. Коло наукових інтересів: історична урбаністика; мілітаризм в новітній історії міст.
Автор і співавтор понад 150 наукових та навчально-методичних праць.
Організатор щорічного Всеукраїнського студентського турніру з історії.

## Публікації

### Монографії
- Значення економіки України у створенні оборонного потенціалу СРСР у період оборонних боїв /22 червня-грудень 1941р. К., 2005.
- Історичні портрети політичних і державних діячів Другої світової війни / уклад. О.О. Салата. К.: Освіта України. 2008, 242 с.
- Формування німецького інформаційного простору в Рейхскомісаріаті «Україна» та в зоні військової адміністрації (червень 1941-1944 рр.): монографія. Донецьк: Норд-Прес, 2010. 361 с.
- Україна в системі змін парадигми світопорядку XX-ХХІ століття / О. Салата, А. Новацкі, В. Гулай / Наук. ред. та вступна стаття д.і.н. доц. О.О. Салати. Вінниця. ФОП Корзун Ю.Д., 2015. 208 с.
- Цивілізаційні дискурси світової та української історіографії: колективна монографія / О.О. Салата, Ф.Л. Левітас, О.А. Удод, О.Г. Самойленко та ін. / Наук. ред. та вступна стаття д.і.н. проф. О.О. Салати. К.: ун-т ім. Б. Грінченка, 2017. 267 с.
- Історичні джерела в українському інформаційному й освітньому просторі: верифікація та інтерпретація: колективна монографія / Наук. ред. та вступна стаття д.і.н. проф. О.О. Салати. Вінниця, ТОВ «ТВОРИ», 2018. 348 с.
- Українська історична наука в сучасному освітньому та інформаційному просторі: колективна монографія / Наук. ред. та вступна стаття д.і.н. проф. О.О.Салати. Вінниця: ТОВ «ТВОРИ», 2018. 356 с.
- Виховання патріотизму в умовах нових суспільно-політичних реалій: колективна монографія / Київський університет імені Бориса Грінченка, Київ. 2018. 172 с.

### Навчально-методичні посібники
- Методика викладання історії. Посібник для вчителя / Левітас Ф.Л., Салата О.О. Харків: Видавнича група «Основа», 2005. 94 с.
- Методика викладання історії / Практикум для вчителя. Харків: Видавнича група «Основа», 2006. 108 с.
- Салата О.О. Основи музеєзнавства. Навчально-методичний посібник. ФОП Корзун Ю.Д. Вінниця. 2015. 162 с.
- Громадянська освіта. Навчальний посібник для вчителів шкіл та студентів педагогічних вузів. – К., 2007. – С. 89-114. (у співавторстві).

### Статті
- Вплив інформаційної політики| держав на соціальні| конфлікти| |// Збірник наукових праць «Література та культура Полісся» / Ніжинський державний університет ім. Миколи Гоголя / Вип. 63. Ніжин. 2011 р. С. 179-185.
- Українська академічна історична наука в період Другої світової війни: історики еміграції // Історіографічні дослідження в Україні / Голова редколегії В.А.Смолій; відп. ред. О.А.Удод. НАН України. Інститут історії України. К.: Інститут історії України, 2012. Вип. 22. С. 178-184.
- Інформаційно-пропагандистська політика нацистської Німеччини у працях європейських істориків // Збірник наукових праць «Література та культура Полісся» / Ніжинський державний університет ім. Миколи Гоголя. Вип. 73. Ніжин. 2013 р. С. 129-139.
- Еволюція музею як соціокультурного інституту в умовах процесу глобалізації // Сумська старовина. 2013. Вип. XL. С. 150-157.
- Вплив німецького інформаційного простору на свідомість населення окупованих територій (1941-1943 рр.). Ч.1, Ч.2. // Зб. наук. праць «Гілея» (науковий вісник). К.: ВІР УАН, 2013. Вип. 71, 72. С. 170-175.
- Цивілізаційні архетипи історичної пам’яті українського народу // Війни пам'ятей та політика примирення: Зб. наук. праць /Зав. заг. ред. В.Ф. Солдатенка. К.: ДП «НВЦ «Пріоритети», 2013. С. 87-94.
- Проблема інформаційного протистояння СРСР та Німеччини в радянській історіографії // Історіографічні дослідження в Україні / Ред. кол.: В. А. Смолій (голова), О. А. Удод (відп. ред.), Д. С. Вирський, І. Н. Войцехівська, В. М. Даниленко та ін. НАН України. Інститут історії України. Вип. 24. К.: Інститут історії України, 2014. С. 51-72.
- Проблема інформаційного протистояння СРСР та Німеччини в зарубіжній історіографії. Науковий та науково-практичний журнал «Україна у світовій історії». Вип. №1 (50) 2014. К.: ННДІУВІ. С. 166-176.
- Creativity of Ukrainian intelligentsia on the pages of occupation periodicals in 1941−1943s // Київські історичні студії. №1. 2015. С. 73-77.
- Діяльність Міністерства народної освіти і пропаганди Німеччини в системі нацистської ідеології в 1933–1941 рр. "Гілея: науковий вісник": Збірник наукових праць. К., 2015. Випуск 99. 2015. С. 184-188.
- Kultura fizycznai sport System promocji nazistowskie Niemcy / Sport w literaturze I kulturze. Tom II serii „Problemy w spółczesnej humanistyki”. Gdańsk–Kijów. 2016. P 89-102.
- Організація пропаганди в системі державних органів нацистської Німеччини у 1933-1941 рр. Наукові праці історичного факультету Запорізького національного університету (49). 2017 С. 145-151.
- Збереження українським народом національної ідентичності в умовах інформаційно протистояння Німеччини та СРСР у роки Другої світової війни. Феномен пропаганди та антипропаганди у сучасному світі: історико-політологічний дискурс: колективна монографія. Інтер-М, Запоріжжя. 2018. С. 130-144. с.
- Youth Public Organizations in European Integration Processes of Ukraine / International Relations and Diplomacy / Olena Aleksandrova, Oksana Salata. 2018. Р. 507-517.
- Rola prasy we wdrażaniu władz bolszewickich i nazistowskich we Lwowie w latach 1939–1941. Polska i Ukraina: wyzwania i perspektywy: monografia zbiorowa. Wydawniztwo naukowe Uniwersytetu pedagogicznego, Краків. 2019. 464 s.
- Outrich policy during the Soviet regime in Galicia 1939–1941. Rozdroża: Europa środkowa i wschodnia w historii i historiach historyków (4). 2018. С. 25-34.
- Образ міста в реалістичному модерні О.М. Вербицького / Схід – аналітично-інформаційний журнал. 2019. Електронний ресурс: http://skhid.kubg.edu.ua/issue/view/9409/showToc
- Activity of the Odessa opera and ballet theatre in August 1941 – 1942. Eastern European Historical Bulletin (12). (2019) С. 137-148.
- Українсько-російські відносини в історико-етнополітичному контексті національної революції 1917–1921 рр. Салата О.О., Левітас Ф.Л.,  Ладний Ю. А. Сторінки Історії (48). (2019). С. 31-48.
- Polish architectural heritage of the XVIII-XIX centuries in kyiv region / Komisji polsko-ukraińskich związków kulturowych, 5 (8). 2019. С. 223-234.